# Brachypogon dehiscens
Brachypogon dehiscens är en tvåvingeart som beskrevs av Debenham 1991. Brachypogon dehiscens ingår i släktet Brachypogon och familjen svidknott. Inga underarter finns listade i Catalogue of Life.